# Yesbol Yerden
Yesbol Yerden (1 de marzo de 1984) es un deportista kazajo que compitió en taekwondo. Ganó una medalla de bronce en los Juegos Asiáticos de 2002, y una medalla de bronce en el Campeonato Asiático de Taekwondo de 2004.

## Palmarés internacional
| Juegos Asiáticos    | Juegos Asiáticos         | Juegos Asiáticos  | Juegos Asiáticos |
| Año                 | Lugar                    | Medalla           | Categoría        |
| ------------------- | ------------------------ | ----------------- | ---------------- |
| 2002                | Busan (Corea del Sur)    | Medalla de bronce | –72 kg           |
| Campeonato Asiático |                          |                   |                  |
| Año                 | Lugar                    | Medalla           | Categoría        |
| 2004                | Seongnam (Corea del Sur) | Medalla de bronce | –72 kg           |